# 张太恒
张太恒（1931年3月5日—2005年1月29日），山东广饶人，中国人民解放军上将。

## 生平
1944年参加八路军渤海军区担任战士。第二次国共内战时在华东野战军第十纵队。1948年加入中国共产党。1964年任福州军区陆军第28军第82师244团2营营长。1988年被授予中将军衔，1994年5月晋升上将军衔。历任成都军区副司令员、成都军区司令员、济南军区司令员等职。